# ACVR1B
ACVR1B (англ. Activin A receptor type 1B) – білок, який кодується однойменним геном, розташованим у людей на короткому плечі 12-ї хромосоми. Довжина поліпептидного ланцюга білка становить 505 амінокислот, а молекулярна маса — 56 807.
| 10         |  | 20         |  | 30         |  | 40         |  | 50         |
| ---------- |  | ---------- |  | ---------- |  | ---------- |  | ---------- |
| MAESAGASSF |  | FPLVVLLLAG |  | SGGSGPRGVQ |  | ALLCACTSCL |  | QANYTCETDG |
| ACMVSIFNLD |  | GMEHHVRTCI |  | PKVELVPAGK |  | PFYCLSSEDL |  | RNTHCCYTDY |
| CNRIDLRVPS |  | GHLKEPEHPS |  | MWGPVELVGI |  | IAGPVFLLFL |  | IIIIVFLVIN |
| YHQRVYHNRQ |  | RLDMEDPSCE |  | MCLSKDKTLQ |  | DLVYDLSTSG |  | SGSGLPLFVQ |
| RTVARTIVLQ |  | EIIGKGRFGE |  | VWRGRWRGGD |  | VAVKIFSSRE |  | ERSWFREAEI |
| YQTVMLRHEN |  | ILGFIAADNK |  | DNGTWTQLWL |  | VSDYHEHGSL |  | FDYLNRYTVT |
| IEGMIKLALS |  | AASGLAHLHM |  | EIVGTQGKPG |  | IAHRDLKSKN |  | ILVKKNGMCA |
| IADLGLAVRH |  | DAVTDTIDIA |  | PNQRVGTKRY |  | MAPEVLDETI |  | NMKHFDSFKC |
| ADIYALGLVY |  | WEIARRCNSG |  | GVHEEYQLPY |  | YDLVPSDPSI |  | EEMRKVVCDQ |
| KLRPNIPNWW |  | QSYEALRVMG |  | KMMRECWYAN |  | GAARLTALRI |  | KKTLSQLSVQ |
| EDVKI      |  |            |  |            |  |            |  |            |

A: Аланін

C: Цистеїн

D: Аспарагінова кислота

E: Глутамінова кислота

F: Фенілаланін

G: Гліцин

H: Гістидин

I: Ізолейцин

K: Лізин

L: Лейцин

M: Метіонін

N: Аспарагін

P: Пролін

Q: Глутамін

R: Аргінін

S: Серин

T: Треонін

V: Валін

W: Триптофан

Кодований геном білок за функціями належить до трансфераз, кіназ, серин/треонінових протеїнкіназ, рецепторів, фосфопротеїнів. 
Задіяний у такому біологічному процесі, як альтернативний сплайсинг. 
Білок має сайт для зв'язування з АТФ, нуклеотидами, іонами металів, іоном магнію, іоном марганцю. 
Локалізований у клітинній мембрані, мембрані.